# Bonosus (uzurpator)
Bonosus – oficer rzymskiej floty Renu. W 280 roku n.e., kiedy Germanie spalili rzymskie statki ulokowane na Renie, wywołał bunt i w obawie przed spodziewaną karą mianował się cesarzem rzymskim. Walczył z prawowitym cesarzem - Probusem. Przegrawszy powiesił się. Cesarz Probus darował życie jego synowi i żonie.